# St. Joseph (Tennessee)
St. Joseph é uma cidade localizada no estado americano de Tennessee, no Condado de Lawrence.

## Demografia
Segundo o censo americano de 2000, a sua população era de 829 habitantes.

## Geografia
De acordo com o United States Census Bureau tem uma área de
9,3 km², dos quais 9,3 km² cobertos por terra e 0,0 km² cobertos por água.

## Localidades na vizinhança
O diagrama seguinte representa as localidades num raio de 28 km ao redor de St. Joseph.